# Нейланд Роберт Карлович
Роберт Карлович Нейланд (латис. Roberts Neilands, 13 липня 1899, місто Мітава (або Пієнаваська волость) Добленського повіту Курляндської губернії, тепер місто Єлгава, Латвія — загинув 21 липня 1941, місто Москва, тепер Російська Федерація) — латиський радянський діяч, заступник голови Ради народних комісарів Латвійської РСР, 2-й секретар ЦК КП(б) Латвії. Член Бюро ЦК КП(б) Латвії в 1940—1941 роках. Депутат Народного Сейму Литви (1940—1941). Депутат Верховної ради СРСР 1-го скликання (1941).

## Життєпис
Народився в робітничій родині. З 1912 року працював на тимчасових роботах в місті Ризі та околицях.
У 1919—1921 роках — у Червоній армії, учасник громадянської війни в Росії. Воював на Південному фронті, брав участь у придушенні Кронштадтського повстання.
Член РКП(б) з 1919 року.
У 1921—1922 роках — слухач Латиської партійної школи в Петрограді. У 1923 році — слухач Комуністичного університету національних меншин Заходу імені Мархлевського.
Потім перебував на підпільній комуністичній роботі в Латвійській Республіці. У 1924 році — секретар ЦК Комуністичної спілки молоді Латвії та редактор газети «Яунайс комунарс».
У 1924 році заарештований латвійською владою, у 1926 році засуджений до 6 років примусових робіт на каторзі. У грудні 1926 року висланий до СРСР в результаті обміну в'язнями.
У 1930 році закінчив Комуністичний університет національних меншин Заходу імені Мархлевського. Працював у Латвійській секції Комінтерну. Потім знову повернувся на підпільну комуністичну роботу в Латвію.
У 1931—1932 роках — секретар ЦК Латвійської комуністичної партії та редактор газети «Cīņa». У серпні 1932 року заарештований латвійською владою, засуджений до 8 років каторжних робіт. Був керівником нелегального комітету політичних ув'язнених у Латвії. 21 червня 1940, після окупації Латвії СРСР, звільнений із в'язниці.
У червні — серпні 1940 року — секретар Латгальського окружного комітету КП(б) Латвії.
26 серпня 1940 — 1941 року — заступник голови Ради народних комісарів Латвійської РСР.
21 грудня 1940 — 21 липня 1941 року — 2-й секретар ЦК КП(б) Латвії.
Загинув 21 липня 1941 року під час нальоту німецької авіації в Москві.